# Kuwana, Mie
Kuwana (桑名市 Kuwana-shi) là thành phố thuộc tỉnh Mie, Nhật Bản. Tính đến ngày 1 tháng 10 năm 2020, dân số ước tính thành phố là 138.613 người và mật độ dân số là 1.000 người/km2. Tổng diện tích thành phố là 136,7 km2.

## Địa lý

### Đô thị lân cận
- Mie
  - Yokkaichi
  - Inabe
  - Kisosaki
  - Tōin
  - Asahi
  - Kawagoe
- Aichi
  - Aisai
  - Yatomi
- Gifu
  - Kaizu

### Khí hậu
| Dữ liệu khí hậu của Kuwana, Mie          | Dữ liệu khí hậu của Kuwana, Mie | Dữ liệu khí hậu của Kuwana, Mie | Dữ liệu khí hậu của Kuwana, Mie | Dữ liệu khí hậu của Kuwana, Mie | Dữ liệu khí hậu của Kuwana, Mie | Dữ liệu khí hậu của Kuwana, Mie | Dữ liệu khí hậu của Kuwana, Mie | Dữ liệu khí hậu của Kuwana, Mie | Dữ liệu khí hậu của Kuwana, Mie | Dữ liệu khí hậu của Kuwana, Mie | Dữ liệu khí hậu của Kuwana, Mie | Dữ liệu khí hậu của Kuwana, Mie | Dữ liệu khí hậu của Kuwana, Mie |
| Tháng                                    | 1                               | 2                               | 3                               | 4                               | 5                               | 6                               | 7                               | 8                               | 9                               | 10                              | 11                              | 12                              | Năm                             |
| ---------------------------------------- | ------------------------------- | ------------------------------- | ------------------------------- | ------------------------------- | ------------------------------- | ------------------------------- | ------------------------------- | ------------------------------- | ------------------------------- | ------------------------------- | ------------------------------- | ------------------------------- | ------------------------------- |
| Cao kỉ lục °C (°F)                       | 17.7 (63.9)                     | 20.6 (69.1)                     | 24.9 (76.8)                     | 30.8 (87.4)                     | 34.1 (93.4)                     | 37.5 (99.5)                     | 39.7 (103.5)                    | 39.8 (103.6)                    | 38.0 (100.4)                    | 32.3 (90.1)                     | 26.3 (79.3)                     | 21.9 (71.4)                     | 39.8 (103.6)                    |
| Trung bình ngày tối đa °C (°F)           | 9.2 (48.6)                      | 10.2 (50.4)                     | 13.9 (57.0)                     | 19.3 (66.7)                     | 24.0 (75.2)                     | 27.1 (80.8)                     | 31.0 (87.8)                     | 32.7 (90.9)                     | 29.0 (84.2)                     | 23.3 (73.9)                     | 17.3 (63.1)                     | 11.6 (52.9)                     | 20.7 (69.3)                     |
| Trung bình ngày °C (°F)                  | 4.8 (40.6)                      | 5.5 (41.9)                      | 8.9 (48.0)                      | 14.2 (57.6)                     | 19.1 (66.4)                     | 22.8 (73.0)                     | 26.7 (80.1)                     | 28.0 (82.4)                     | 24.4 (75.9)                     | 18.6 (65.5)                     | 12.6 (54.7)                     | 7.3 (45.1)                      | 16.1 (60.9)                     |
| Tối thiểu trung bình ngày °C (°F)        | 1.2 (34.2)                      | 1.5 (34.7)                      | 4.5 (40.1)                      | 9.6 (49.3)                      | 14.8 (58.6)                     | 19.3 (66.7)                     | 23.5 (74.3)                     | 24.6 (76.3)                     | 20.9 (69.6)                     | 14.8 (58.6)                     | 8.6 (47.5)                      | 3.5 (38.3)                      | 12.2 (54.0)                     |
| Thấp kỉ lục °C (°F)                      | −5.3 (22.5)                     | −6.4 (20.5)                     | −4.4 (24.1)                     | 0.2 (32.4)                      | 6.0 (42.8)                      | 11.6 (52.9)                     | 16.3 (61.3)                     | 15.5 (59.9)                     | 10.9 (51.6)                     | 4.5 (40.1)                      | −0.7 (30.7)                     | −5.0 (23.0)                     | −6.4 (20.5)                     |
| Lượng Giáng thủy trung bình mm (inches)  | 54.3 (2.14)                     | 63.2 (2.49)                     | 112.8 (4.44)                    | 141.7 (5.58)                    | 166.8 (6.57)                    | 209.5 (8.25)                    | 193.2 (7.61)                    | 137.1 (5.40)                    | 233.3 (9.19)                    | 165.8 (6.53)                    | 79.7 (3.14)                     | 59.0 (2.32)                     | 1.616,3 (63.63)                 |
| Số ngày giáng thủy trung bình (≥ 1.0 mm) | 6.3                             | 7.1                             | 9.2                             | 9.3                             | 10.2                            | 12.3                            | 11.8                            | 8.7                             | 11.1                            | 9.3                             | 6.4                             | 7.1                             | 108.8                           |
| Số giờ nắng trung bình tháng             | 159.8                           | 158.3                           | 188.5                           | 194.3                           | 199.9                           | 154.2                           | 175.2                           | 218.6                           | 163.3                           | 167.1                           | 157.8                           | 156.7                           | 2.093,6                         |
| Nguồn: Cục Khí tượng Nhật Bản            |                                 |                                 |                                 |                                 |                                 |                                 |                                 |                                 |                                 |                                 |                                 |                                 |                                 |